# 阿宾登 (弗吉尼亚州)
阿宾登（Abingdon）是美国弗吉尼亚州华盛顿县的县治。根据2000年美国人口普查，共有7938人，其中白人占94.99%、非裔美国人占3.41%。

## 名人
- 弗朗西斯·普雷斯顿·布莱尔：美国新闻记者、政治家